# چارلی آدامز (بازیکن فوتبال انگلیسی)
چارلی آدامز (انگلیسی: Charlie Adams؛ زادهٔ ۱۶ مهٔ ۱۹۹۴) بازیکن فوتبال اهل بریتانیا است.
از باشگاه‌هایی که در آن بازی کرده‌است می‌توان به باشگاه فوتبال بارنت، باشگاه فوتبال استیونج، و باشگاه فوتبال برنتفورد اشاره کرد.